# James Berkeley, 3. hrabě Berkeley
James Berkeley, 3. hrabě Berkeley (James Berkeley, 3rd Earl of Berkeley, 3rd Viscount Dursley, 11th Baron Berkeley) (1680/1681?, Berkeley Castle, Gloucestershire, Anglie – 17. srpna 1736, Château d'Aubigny, Aubigny-sur-Nère, Centre-Val de Loire, Francie) byl britský admirál a státník. Od mládí sloužil u Royal Navy a vynikl ve válce o španělské dědictví. Vzhledem k původu ve vlivné šlechtické rodině dosáhl již v sedmadvaceti letech hodnosti admirála. Později byl v britské historii jedním z nejdéle úřadujících ministrů námořnictva (1717–1727). Zastával také hodnosti u dvora a ve správě několika hrabství, byl rytířem Podvazkového řádu.

## Životopis

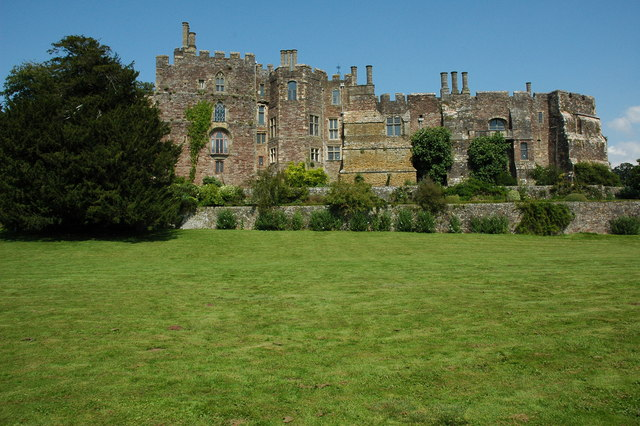
Hrad Berkeley Castle (Gloucestershire), hlavní sídlo rodu Berkeleyů

Pocházel z významného šlechtického rodu Berkeleyů, byl mladším synem 2. hraběte Berkeleye (1649–1710), který se v politice a u dvora prosadil po Slavné revoluci. James se otcovým dědicem stal po smrti staršího bratra George Berkeleye, vikomta Dursleye (1679–1699). V námořnictvu sloužil od mládí a již v roce 1699 byl poručíkem. Ve dvaceti letech byl povýšen na kapitána a zúčastnil se války o španělské dědictví, vyznamenal se v bitvě u Málagy (1704), v roce 1707 těsně unikl ztroskotání lodi admirála Shovella. Mezitím byl v letech 1701–1702 krátce poslancem Dolní sněmovny (v parlamentu zastupoval město Gloucester, v roce 1704 byl s titulem barona Berkeleye povolán do Sněmovny lordů (titul hraběte zdědil po otci až v roce 1710). Souběžně pokračoval ve službě na moři a během roku 1708 dosáhl hodností viceadmirála a admirála. Po nástupu hannoverské dynastie obdržel hodnost komořího krále Jiřího I. (1714–1727).
V letech 1717–1727 byl ministrem námořnictva, od roku 1717 byl též členem Tajné rady a v roce 1718 získal Podvazkový řád, během války čtverné aliance byl na jaře 1719 krátce vrchním velitelem námořnictva s dočasnou hodností velkoadmirála (Admiral of the Fleet). V letech 1717–1736 zastával čestnou hdonost viceadmirála Velké Británie. V případě nepřítomnosti Jiřího I. v Anglii byl několikrát členem místodržitelského sboru (1719, 1720, 1726, 1727). V roce 1727 odstoupil z Walpolovy vlády a přešel do opozice.
Po smrti svého otce převzal také řadu správních funkcí v hrabstvích, kde rodina vlastnila statky. Byl lordem místodržitelem v Gloucestershire (1710–1712 a 1715–1736) a nejvyšším sudím v Surrey (1710–1736). V námořnictvu proslul jako vynikajicí odborník, neuznával ale žádný jiný obor, což z něj v kombinaci s povýšeným aristokratickým chováním činilo značně nepopulární osobnost. Zemřel ve Francii na zámku Château d'Aubigny, který byl dědictvím rodiny jeho manželky po vévodkyni z Portsmouthu, milence Karla II.
Jeho manželkou byla od roku 1711 Louisa Lennox (1694–1716), která byla vnučkou Karla II., sestrou 2. vévody z Richmondu a mimo jiné švagrovou generála 2. hraběte z Albemarle. Z jejich manželství se narodil jediný syn Augustus Berkeley, 4. hrabě Berkeley (1715–1755). V dalších generacích dosáhli vysokých hodností u námořnictva George Cranfield Berkeley (1753–1818) a Maurice Fitzhardinge Berkeley (1788–1867).